# Église d'Haapamäki
L'église d'Haapamäki (en finnois : Haapamäen kirkko) est une église luthérienne située à Keuruu dans la municipalité de Keuruu en Finlande.